# Kamtsha
Kamtsha är en flod i Kongo-Kinshasa, ett biflöde till Kasaï. Den rinner genom provinsen Kwilu, i den västra delen av landet, 400 km öster om huvudstaden Kinshasa.